# Minúsculo 2
Minúsculo 2 (numeração de Gregory-Aland), ε 1214 (von Soden), é um manuscrito minúsculo grego do Novo Testamento, datado pela paleografia para o século XI ou século XII.
Actualmente acha-se no Universidade de Basileia (A. N. IV, 1) em Basileia.

## Descoberta
Contém 248 fólios dos quatro Evangelhos (19,5 x 15,2 cm), e foi escrito em uma coluna por página, em 20 linhas por página.
Ele contém κεφαλαια, τιτλοι, as seções amonianas, mas não os cânones eusebianos.

## Texto
O texto grego desse códice é um representante do Texto-tipo Bizantino. Aland colocou-o na Categoria V.